# Híres balkányiak listája

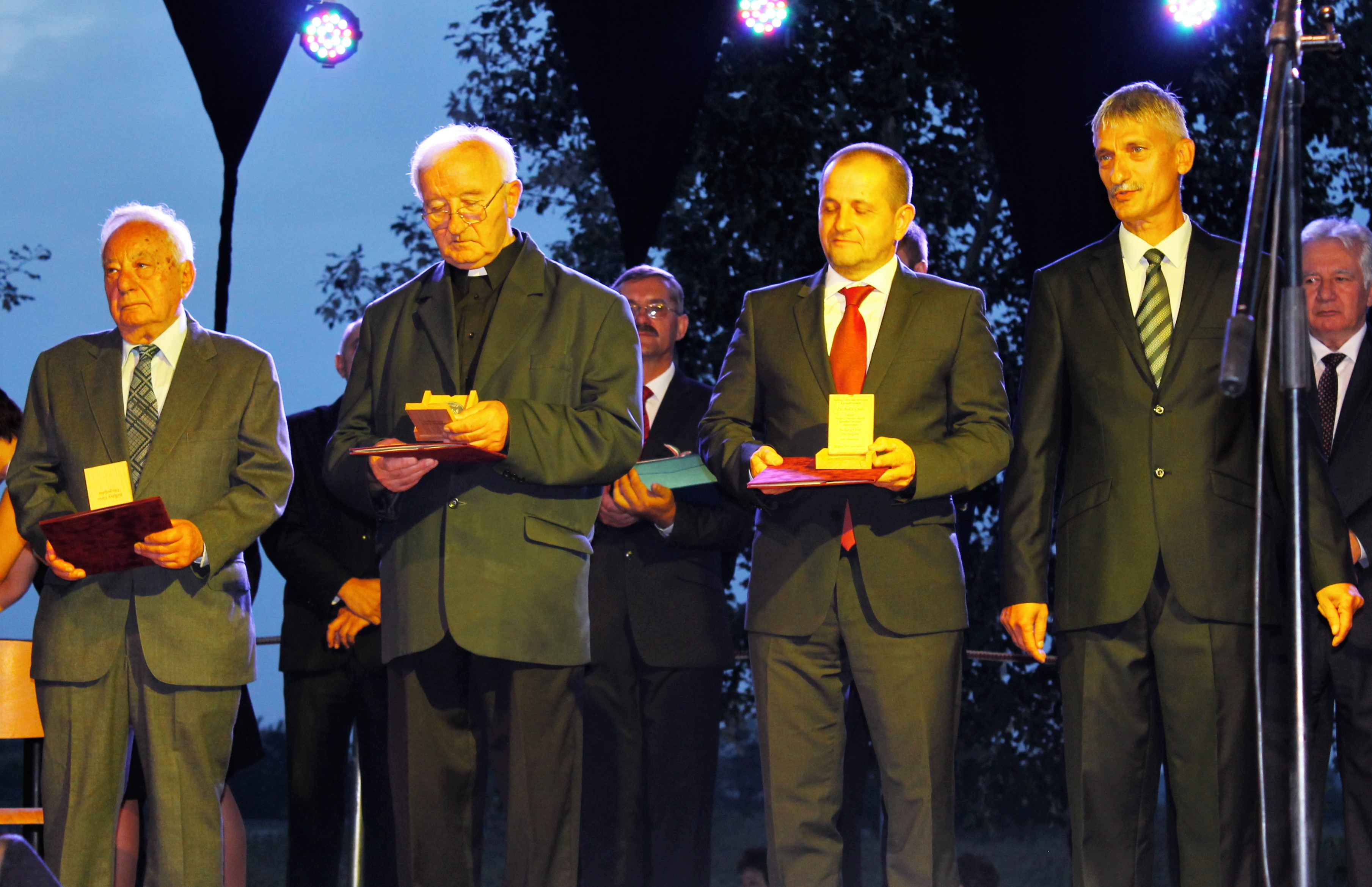
Balkány város díszpolgárai 2015-ben, balról jobbra: Rákos Imre, Vitai László és dr. Budai Gyula. Jobb szélen Pálosi László polgármester.

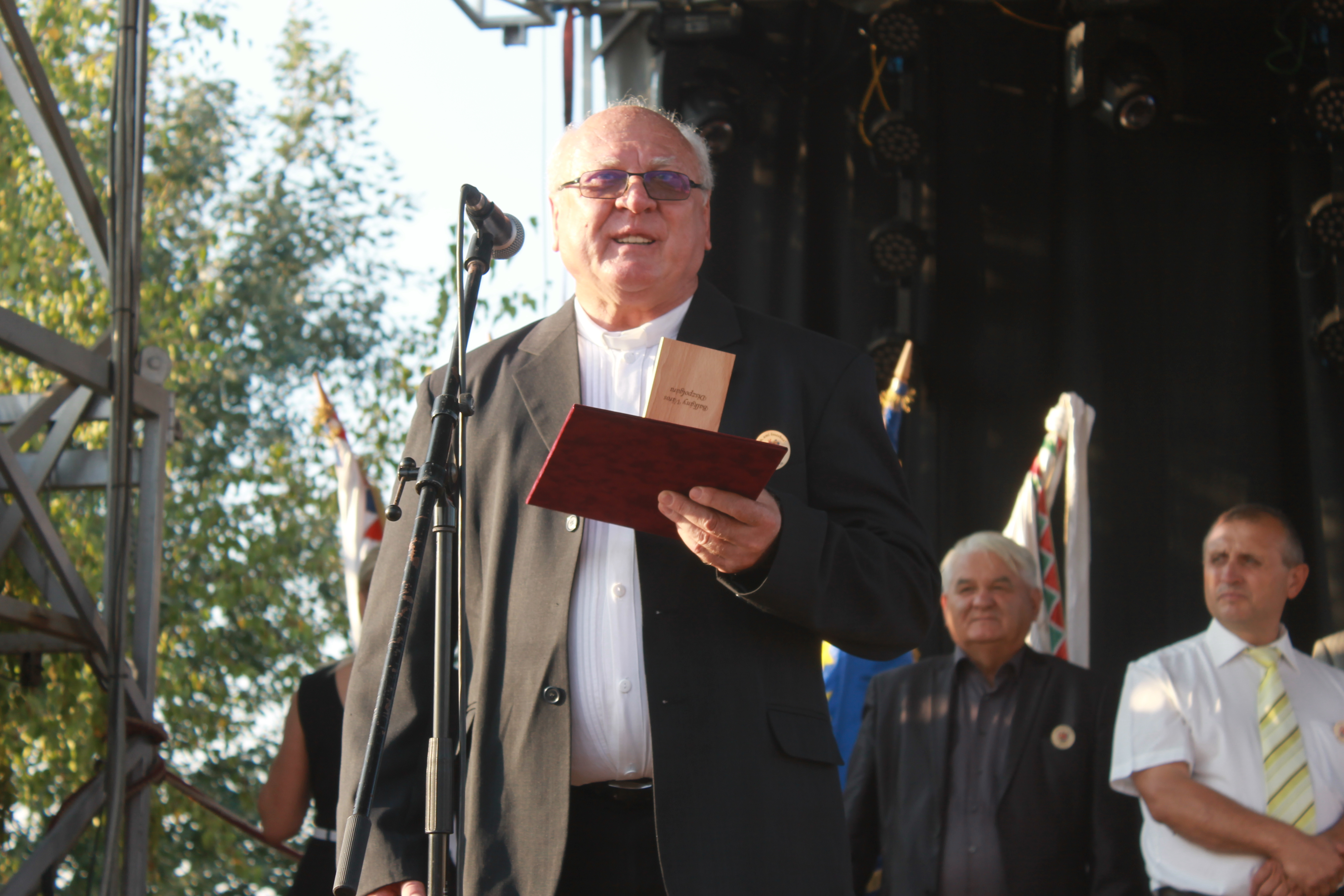
Balkány Város díszpolgára 2016-ban: Jaczkó Sándor.

Hírességek, díszpolgárok listája, akik Balkányhoz kötődtek; itt születtek vagy itt éltek.

## Híres balkányiak

### Madár János
Madár János (Balkány, 1948. szeptember 16. – ) jelenleg Tokajon, Bátonyterenyén és Budapesten él. A Rím Könyvkiadó vezetője, a Kelet Felől című irodalmi és művészeti folyóirat alapító főszerkesztője. A Magyar Írószövetség és az Írók Szakszervezet tagja. Madár János az én kis vidéki köröm vezetője. Versei, tanulmányai számtalan lapban jelentek meg, négy verseskötete jelent meg önállóan. A költő, író a több száz tagot számláló Váci Mihály Irodalmi Kör, a Szabolcsi és a Szorospataki Írótáborok alapítója. 2002-ben Pro Civitatae kitüntetést kapott az irodalmi, művészeti, helytörténeti értékek megmentéséért végzett munkájáért.

### Hajdu Frigyes
Hajdu Frigyes, született Weiszhaus Ferenc Frigyes (Balkány, 1873. augusztus 6. – Gyula, 1944. június 29.) magyar közíró, műfordító, irodalomkritikus, a Romániához csatolt Erdélyben a magyar kultúrájú zsidóság egyik szellemi vezére. Barátság fűzte Justh Gyulához és Holló Lajoshoz, a polgári radikális reformok szorgalmazóihoz. Politikai pályafutása csúcsaként egy alkalommal, az 1906-os választásokon a facsádi körzetben országgyűlési mandátumot is nyert.

## Díszpolgárok
| Díjazott                     | Év                | Foglalkozás                                                                                                |
| ---------------------------- | ----------------- | --- |
| Dankó József                 | 2004 (posztumusz) | Balkány nagyközség polgármestere, korábban tanácselnök                                                     |
| Halmay Balázs, dr.           | 2004              | főorvos |
| Szántó János                 | 2004 (posztumusz) | pedagógus, népművelő                                                                                       |
| Gazda László                 | 2006              | MSZP-s országgyűlési képviselő                                                                             |
| Ungvári Sándor               | 2008 (posztumusz) | közterület- és piacfelügyelő                                                                               |
| Szilágyi László Zsolt, dr.   | 2008 (posztumusz) | Balkány nagyközség jegyzője, önkormányzati képviselő                                                       |
| Kun Bertalan, dr.            | 2013 (posztumusz) | Balkány nagyközség polgármestere, háziorvos                                                                |
| Lovas Imre, dr.              | 2013 (posztumusz) | állatorvos                                                                                                 |
| Madár János                  | 2014              | költő, író                                                                                                 |
| Várdy Huszár Ágnes prof. dr. | 2014              | professzor, irodalomtörténész, regényíró                                                                   |
| Szöllősi Zoltán János        | 2014              | költő |
| Budai Gyula, dr.             | 2015              | jogász, politikus, miniszteri biztos, fideszes országgyűlési képviselő                                     |
| Rákos Imre                   | 2015              | tanár, író                                                                                                 |
| Vitai László                 | 2015              | római katolikus apát                                                                                       |
| Jaczkó Sándor                | 2016              | görögkatolikus esperes                                                                                     |
| Horváth István               | 2017 (posztumusz) | római katolikus áldozópap, plébános                                                                        |
| Adam Soltys                  | 2018              | Słopnice polgármestere                                                                                     |
| Simon Miklós                 | 2021              | fideszes országgyűlési képviselő                                                                           |
| Oláh János                   | 2024              | Balkány város alpolgármestere (2008–2024), külsős alpolgármester, egykori fideszes önkormányzati képviselő |

### Dr. Szilágyi Zsolt (†)
Balkány jegyzője volt közel húsz évig. 2008. július 21-én elhunyt. Ezen év szeptember 20-án kapott posztumusz díszpolgári címet.

### Ungvári Sándor (†)
Balkány Város volt közterület-, és piacfelügyelője. A helyi tűzoltó egyesületnek 40 évig volt aktív tagja. 2008. június 6-án hunyt el.
2008. szeptember 20-án kapott posztumusz díszpolgári címet.

### Gazda László
Gazda László a Szabolcs-Szatmár-Bereg Megyei Közgyűlés Exelnöke, országgyűlési képviselő.
Gazda László az utóbbi években megyei és országos szinten is hathatós segítséget nyújtott Balkány fejlődéséhez. 2006. március 15-én Balkány Város Önkormányzata díszpolgári címmel mondott köszönetet áldozatos munkájáért.
Az elismerő oklevél átadására az 1848-as forradalom és szabadság nemzeti ünnepén, a József Attila Művelődési Házban tartott megemlékezés keretein belül kerül sor.
Marjánné Rinyu Ilona, Balkány város polgármestere:
„Balkány Város Képviselő-testülete 2006. február 28-án tartott ülésén úgy határozott, díszpolgári címmel mond köszönetet Gazda László Elnök Úrnak azért, hogy munkájával hozzájárult Balkány társadalmi, szociális, kulturális és gazdasági életének fejlődéséhez. Példaértékű munkájáért hálásak vagyunk, további sikereket és hosszú életet kívánunk.”

### Dankó József (†)
1998-2002-ig települési vezetőként, a nagyközség polgármestereként tevékenykedett.
A társadalmi, gazdasági, kulturális és egyéb területen végzett munkájáért a Képviselő-testület 2004 szeptemberében, Balkány várossá nyilvánításakor ’Balkány Város díszpolgára’ posztumusz címmel tüntette ki. Az elismerést felesége vette át.
Részlet a 2004. szeptember 19-én tartott várossá nyilvánítási ünnepségen elhangzott beszédből:
„Dankó József Úr Balkány korábbi polgármestere egész életét a közigazgatásnak és Balkánynak szentelte. Köztiszteletben álló személyiség volt, mindenki bizalommal fordulhatott hozzá. Élete nagy álma volt, hogy a település városi rangot kapjon, de sajnos az álom megvalósulása előtt néhány nappal örökre távozott közülünk. Távozása miatt nem volt lehetőségünk elismerni településünkért végzett munkáját, így Balkány Város díszpolgára posztumusz címet adományozunk neki.”

### Szántó János (†)
Negyven éven át dolgozott Balkányban, mint pedagógus és népművelő.
Áldozatos munkájával a település kulturális életének meghatározó személyisége volt. 1999 decemberében, 90 esztendős korában tüntette ki díszpolgári címmel a település Képviselő-testülete.
Balkány várossá nyilvánításakor díszpolgári címét ’Balkány Város díszpolgára’ posztumusz címmel erősítették meg.
Részlet a 2004. szeptember 19-én tartott várossá nyilvánítási ünnepségen elhangzott beszédből:
„Szántó János bácsi neve fogalommá vált településünkön, hiszen negyven éven keresztül dolgozott a közelségünkben, mint pedagógus és aktív közművelődési tekintély. Sok mindent köszönhetünk neki, erejét, egészségét nem kímélve, folyton a feladatok ellátására koncentrált, Balkány kulturális életéért dolgozott. 1999-ben még életében Balkány Nagyközség Önkormányzata díszpolgári címet adományozott neki. Sajnos időközben elveszítettük Őt, de érdemeit nem feledjük, ezért Szántó Jánost Balkány Város díszpolgára Posztumusz címmel is elismerjük.”

### Dr. Halmay Balázs
A Szabolcs-Szatmár-Bereg Megyei Mentőszolgálat vezető főorvosa.
2001-ben a Képviselő-testület díszpolgári címmel ismerte el munkáját, majd az elismerést Balkány várossá nyilvánításakor, 2004 szeptemberében ’Balkány Város díszpolgára’ címmel erősítette meg.
Részlet a 2004. szeptember 19-én tartott várossá nyilvánítási ünnepségen elhangzott beszédből:
„Kiváló egészségügyi ellátásunk alappilléreinek megteremtésében és az erre épülő Mentőállomás létrehozásában Dr. Halmay Balázs főorvos Úr kimagasló szakmai munkát végzett. Ez a létesítmény a kistérség 50 000 lakosának nyújt egészségügyi biztonságot. 2001-ben munkája elismeréséül Balkány Nagyközség Önkormányzata díszpolgári címet adományozott Dr. Halmay Balázsnak, amelyet most, a település várossá nyilvánításakor Balkány Város díszpolgára címmel erősítünk meg.”

## Balkány Város által adományozott kitüntető díjak
Balkány Város Önkormányzata Képviselő-testületének 6/2008.(III.4.) önkormányzati rendelete (A3) a városi kitüntető díjak alapításáról és adományozásának rendjéről a módosításáról szóló 10/2013.(VI.12.), 12/2014.(VIII.13.) önkormányzati rendelettel egységes szerkezetben Balkány Város Önkormányzatának Képviselő-testülete a helyi közügyek valamely területén elért kimagasló teljesítmény vagy huzamosabb időn át folytatott kiemelkedő munkálkodás, életmű elismerésére kitüntető díjat alapít, amelyek megnevezése és adományozásuk rendjének meghatározása céljából a következő rendeletet alkotja a helyi önkormányzatokról szóló 1990. évi LXV. tv. 1. § (5) bek. a.) pontjában kapott felhatalmazás alapján.
Az adományozás rendje:
- A rendeletben felsorolt díjakat a városnapon rendezett ünnepségen kell átadni.
- Az önkormányzat Szociális és Kulturális Bizottsága javaslatát az érintett területi szakmai közvéleményének és az érintett vezetők figyelembe vételével alakítja ki.
- A kitüntető díjak adományozása a Képviselő-testület hatáskörébe tartozik. A határozatot minősített többséggel kell meghozni.

### Szántó János-díj
Szántó János-díj adományozható azoknak a tanár szakos pedagógusoknak és közösségeknek, akik kiemelkedő eredményt értek el az iskolai oktató-nevelő munkában magas fokú pedagógiai és szakmai felkészültségük alapján élen járnak a hatékony pedagógiai módszerek kidolgozásában és alkalmazásában. Szántó János-díj évente adományozható, odaítélésére az önkormányzat Szociális és Kulturális Bizottsága tesz javaslatot.
Kitüntetettek:
- Baboss Csoma Sándor (2013)
- Baboss Csoma Sándorné (2013)
- Dankó Józsefné (2013)
- Fejes András (2013)
- Gergely Andrásné (2018)
- Herczku István (2014)
- Kálny Dezső László (2014)
- Kotricz János † (2013)
- Kurta László † (2022)
- Ladányi Miklósné (2022)
- Marjánné Kiss Gizella (2019)
- Nagy Péter Bertalanné (2023)
- Réti Gáborné (2013)
- Szilágyi Anna (2019)
- Terdik Mihályné (2014)
- Tóth Ilona (2013)

### Újhelyi Jolán-díj
Újhelyi Jolán-díj adományozható azoknak a tanító szakos, szociál-, gyógy- és fejlesztő pedagógusoknak, pszichológusoknak és közösségeknek, amelyek az oktatásban kiemelkedő eredményt értek el és az iskolai oktató-nevelő munkában magas fokú pedagógiai és szakmai felkészültségük alapján élen járnak a hatékony pedagógiai módszerek kidolgozásában és alkalmazásában. Újhelyi Jolán-díj évente adományozható, odaítélésére az önkormányzat Szociális és Kulturális Bizottsága tesz javaslatot.
Kitüntetettek:
- Brátán Györgyné (2019)
- Horváthné Illés Klára (2018)
- Irinyi Sándorné (2022)
- Juhász Ernőné (2013)
- Kovács Imréné (2014)
- dr. Lovas Imréné (2013)
- Németh Olivérné (2014)
- Pásztor Istvánné (2018)
- Radványi Imréné (2013)
- Rinyu Miklósné (2019)
- Sterné Tóth Klára (2019)
- Takács János (2018)
- Takács Jánosné (2014)
- Tóth Jánosné (2019)

### Szentgyörgyi Amália-díj
Szentgyörgyi Amália-díj adományozható azoknak az óvodákban pedagógusi munkakörben dolgozó kimagasló minőségű munkát végző óvoda pedagógusoknak és közösségeknek, akik kiemelkedő eredményt értek el az óvodai oktató-nevelő munkában, magas fokú pedagógiai és szakmai felkészültségük alapján élen járnak a hatékony és pedagógiai módszerek kidolgozásában és alkalmazásában. Szentgyörgyi Amália-díj évente adományozható, odaítélésére az önkormányzat Szociális és Kulturális Bizottsága tesz javaslatot.
Kitüntetettek:
- Budinszki Sándorné (2022)
- Dzsurbán Erika (2023)
- Fejes Andrásné (2013)
- Katona Ferencné (2013)
- Kerezsi Mihályné (2022)
- Madura Lászlóné (2022)
- Oláhné Rácz Tünde (2019)
- Pető Ferencné (2013)
- Rusin Andrásné (2022)
- Sallai Lászlóné (2014)
- Tóth Ferencné (2019)

### Az Oktató-nevelő Munka Segítéséért-díj
Az Oktató-nevelő Munka Segítéséért-díj adható azon nem pedagógus munkakörben dolgozó közalkalmazottaknak és közösségeknek, akik az oktató-nevelő munkát kimagasló munkavégzéssel segítik és eredményesen hozzájárulnak az óvodai és iskolai oktató-nevelő munka hatékony segítéséhez. Az Oktató-nevelő Munka Segítéséért-díj évente adományozható, odaítélésére az önkormányzat Szociális és Kulturális Bizottsága tesz javaslatot.
Kitüntetettek:
- Agárdi Lajosné † (2013)
- Bánházi Jánosné (2013)
- Molnár Józsefné (2013)
- Tóth Istvánné † (2014)

### Balkány Város Kultúrájáért-díj
Balkány Város Kultúrájáért-díj adományozható azoknak a személyeknek és közösségeknek, akik a város kulturális, művészeti életében hosszú időn át kiemelkedő munkát végeztek, vagy jelentős művészeti alkotással járultak hozzá a város hírnevének öregbítéséhez, illetőleg művészi alkotásuk általános elismerést vívott ki a művészeti életben, a műértő közösség körében. A Balkány Város Kultúrájáért-díj évente adományozható, odaítélésére az önkormányzat Szociális és Kulturális Bizottsága tesz javaslatot.
Kitüntetettek:
- Ficskovszky Ilona (2013)
- Gyeskó Jánosné (2014)
- Kévés Mihályné (2013)
- Molnár Zoltán (2014)
- Tóth István (2013)
- Zsadányi István † (2016)

### Balkány Város Sportjáért-díj
Balkány Város Sportjáért-díj adományozható azoknak a személyeknek és közösségeknek, akik a város sportéletében hosszú időn át kiemelkedő munkát végeztek, vagy jelentős sportteljesítményükkel járultak hozzá a város hírnevének öregbítéséhez és az elért teljesítményük általános elismerést vívott ki a sportot kedvelő közösség körében. A Balkány Város Sportjáért-díj évente adományozható, odaítélésére az önkormányzat Szociális és Kulturális Bizottsága tesz javaslatot.
Kitüntetettek:
- Békési Sándor Mihály † (2013)
- Farkas László (2017)
- Gilányi Alex (2023)
- Horváth László (2019)
- István Ferenc † (2013)
- Káplár János (2015)
- Kereskai Adorján János (2018)
- Kerezsi Csaba (2019)
- Mészáros Sándor (2015)
- Mirgai László (2017)
- Obsitos Norbert (2019)
- Pásztor László (2013)
- Pásztor Richárd (2015)
- Pásztor Sándor (2013)
- Ratkó József (2014)
- Tóth József (2014)
- Tóth Zoltán (2017)
- ifj. Varró Miklós (2018)
- Vass Zoltán (2017)

### dr. Balogh István-díj
Dr. Balogh István-díj adományozható a város egészségügyi és szociális ellátása érdekében kiemelkedő tevékenységet kifejtő személyeknek és közösségeknek, így különösen orvosoknak, gyógyszerészeknek, mentősöknek, ápoló és kisegítő személyzetnek, szociális intézményben dolgozóknak. Dr. Balogh István-díj évente adományozható, odaítélésére az önkormányzat Szociális és Kulturális Bizottsága tesz javaslatot.
Kitüntetettek:
- Balázs Andrásné (2022)
- Barnucz Jánosné (2013)
- dr. Budaházi Gusztáv (2013)
- Felföldi Andrásné (2013)
- dr. Horváth Ferenc † (2013)
- Kozma János Józsefné † (2013)
- dr. Kraus Heidrun Ellena (2014)
- Módos Józsefné (2014)
- Tóth Józsefné (2022)
- Turán Józsefné (2014)

### Balkány Város Közösségéért
Kitüntetettek:
- Jeszenszky Zoltán (2023)

### Egyéni polgármesteri különdíj
Kitüntetettek:
- dr. Budai Gyula – parlamenti államtitkár (2013)
- dr. Hegedűs István Csaba – Magyar Birkózó Szövetség elnöke (2013)
- Artur Jach-Chrząszcz – a słopnicei testvértelepülési kapcsolat érdekében végzett kiemelkedő tevékenységéért (2022)
- Kinga Estera Jach-Skrzypczak – a słopnicei testvértelepülési kapcsolat érdekében végzett kiemelkedő tevékenységéért (2022)
- Lengyel István – Lázári polgármestere (2013)
- Adam Soltys – Słopnice polgármestere (2013)
- Subert Béla – A Helyi Választási Bizottság elnöke (2015)

### Lásd még
- Balkány